# غرانيق إبيكوس

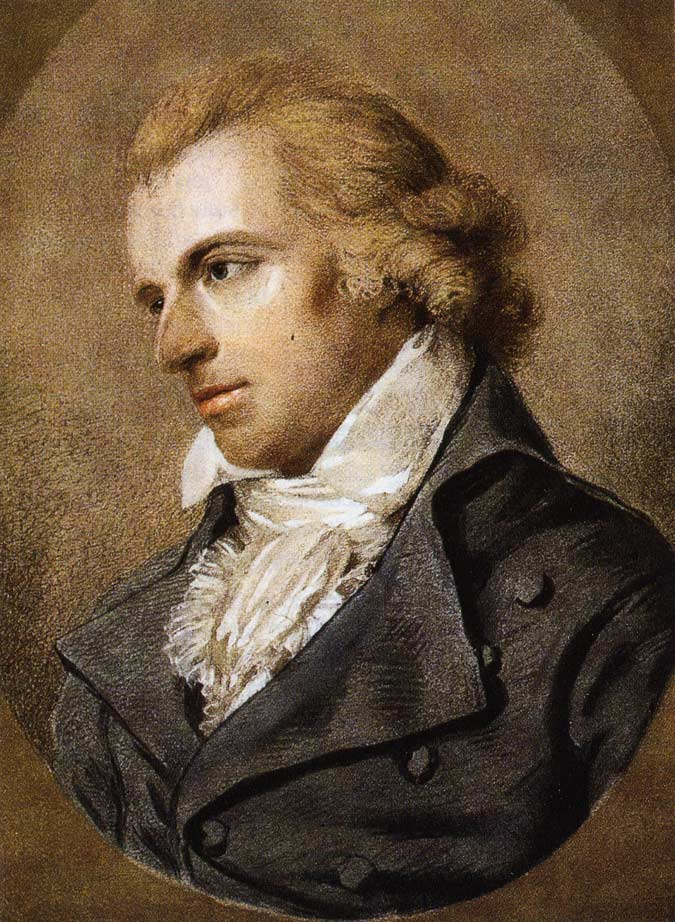
فريدرش شيلر

غرانيق إبيكوس (بالألمانية: Die Kraniche des Ibykus) قصيدة بالاد من تأليف الشاعر الألماني فريدرش شيلر (1759-1805)، كتبت القصيدة في عام 1797، عام منافسة البالاد الودية بين غوته وشيلر. تظهر في هذه القصيدة سمات درامية واضحة مثل غيرها من الحكايات الشعرية التي كتبها شيلر في هذه الفترة. تدور أحداث هذه القصيدة في القرن السادس قبل الميلاد، وهي قائمة على قصة مقتل إبيكوس.

## وصلات خارجية
| - غرانيق إبيكوس، على ويكي مصدر الألمانية. - غرانيق إبيكوس، على كتب جوجل. - غرانيق إبيكوس، على أرشيف الإنترنت. | - غرانيق إبيكوس، على الفهرس العالمي. - غرانيق إبيكوس، على موقع أمازون. - غرانيق إبيكوس، على مكتبة جامعة هارفارد. |  |